# Margaret Brownová
Margaret Brownová (18. července 1867 – 26. října 1932) byla americká prominentka a filantropka, která vešla dějin hlavně svými hrdinnými pokusy vrátit se pro ostatní bezmocné cestující při zkáze Titaniku. Tento čin jí vynesl přezdívku „Nepotopitelná Molly Brownová“.

## Život před Titanikem
Margaret Tobinová se narodila irským katolíkům a přistěhovalcům Johnu Tobinovi a Johanně Tobinové 18. července 1867. Kromě ní patřili do rodiny ještě její 4 sourozenci Daniel Tobin, Michael Tobin, William Tobin a Helen Tobinová. Ve svých 18 letech se Margaret společně s Danielem, nevlastní sestrou Mary Ann a s jejím manželem přestěhovali do Leadvillu. V tomto městě se seznámila a provdala za svého manžela Jamese Josepha Browna (1854 – 1922), přezdívaného "JJ" [džejdžej], schopného a pracovitého, avšak stejně chudého jako byla ona. Margaret a JJ se vzali 1. září 1886 v Leadvillu. Měli spolu dvě děti.

### Úspěchy rodiny Brownových
Když v roce 1893 JJovo pracovní úsilí napomohlo průzkumu rudné sloje v dole Little Johnny, dostal jako odměnu od zaměstnavatele 12 500 akcií a místo v představenstvu. Margaret mezitím pracovala v místních vývařovnách, aby pomohla hornickým rodinám.
Psal se rok 1894, když si rodina pořídila viktoriánské sídlo v Denveru a o 3 roky později dostavili letní dům, který rodině dal více společenských příležitostí. Margaret se stala zakládající členkou Denverského ženského klubu, jehož účelem bylo zlepšování života žen. Z Brownové se stala opravdová dáma, stala se velkou obdivovatelkou umění a hovořila plynně francouzsky, rusky, německy a italsky. I přes všechny večírky a večeře, které Margaret pořádala, se nemohla dostat do salonu Louise Sneed Hillové, která byla vedoucí společnosti v Denveru a pořádala večírky a večeře pro tu nejelitnější skupinu obyvatelstva. Brownová ji nazvala „nejsnobštější žena v Denveru“.
Po 23 letech manželství v roce 1909 manželé Brownovi podepsali dohodu o odloučení. Margaret zůstalo sídlo i letní dům a od Josepha každý měsíc dostávala peníze na své cesty a své filantropické cíle. I přesto ti dva zůstali dále v kontaktu a starali se o sebe až do konce života.
V Denveru Brownová pomáhala třeba při shánění peněz pro denverskou katedrálu. Rovněž založila jeden z prvních soudů pro mladistvé, který pomohl vytvořit americký systém soudů pro mladistvé.

## Cestující na Titaniku
Margaret Brownová se právě nacházela v Paříži, nebo v Egyptě (zdroje se rozchází), když dostala zprávu z Denveru, že její nejstarší vnuk Lawrence je vážně nemocen. Okamžitě si zarezervovala cestu tím nejbližším parníkem, kterým byl Titanik. Brownová tedy na Titanik vstoupila 10. dubna 1912 večer.

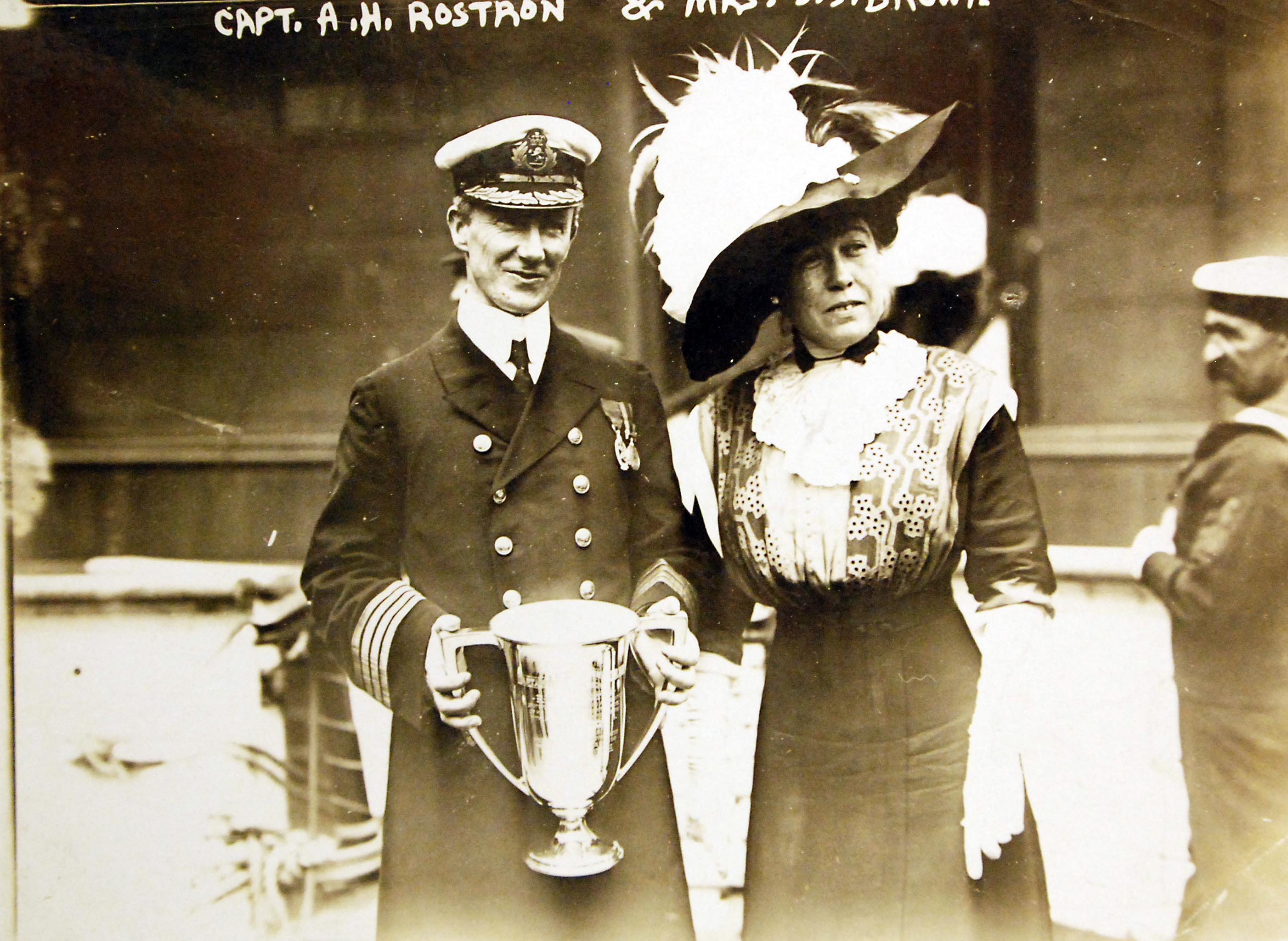
Molly Brownová předává kapitánu Arthuru Rostronovi cenu za jeho službu při záchraně trosečníků z Titaniku

Molly se na parníku stala legendou, čajové dýchánky a večírky s ostatními cestujícími ji však moc nelákaly. Několikrát se nedokázala udržet a prohodila nějakou nemístnou poznámku, a proto se u smetánky na Titaniku nestala zrovna vyhledávanou společností.
Když se Titanik 15. dubna potopil, Molly se, jako jedna z mála z první třídy, nestarala pouze o své bezpečí, v první řadě pomáhala těm chudším cestujícím s menší šancí na přežití a až poté se usadila do záchranného člunu číslo 6 i ona. Po vyplutí se dožadovala, aby Robert Hitchens, námořník, který měl na starost člun č. 6, dostál rozkazu kapitána Smitha. Nejprve požadovala, aby se člun přiblížil k lodi a mohl vylovit trosečníky. To námořník, vystrašený z toho, že by trosečníci mohli stáhnout člun ke dnu, odmítl. Tak tedy Margaret vyžadovala, aby ženy mohly pádlovat. Poté, co i tuto žádost Hitchens odmítl, se s ním Margaret strašlivě pohádala a ubezpečila ho, že ho může klidně z člunu vyhodit. Před vyšetřovací komisí pak Hitchense označila za neschopného násosku a zbabělce. Neví se, jestli nakonec člun č. 6 pro přeživší jel, nebo ne.
Poté, co byli přeživší zachráněni lodí Carpathia, zorganizovala sbírku lidí z první třídy pro trosečníky z třídy druhé a třetí.

## Stáří a smrt
Margaret kandidovala do amerického senátu, ale od kandidatury upustila a vrátila se do Francie, kde pomáhala americkému výboru pro zdevastovanou Francii během první světové války, pomáhala zraněným francouzským a americkým vojákům. V posledních letech svého života byla Molly herečkou. Zemřela ve spánku 26. října 1932 v hotelu v New Yorku. Sláva jako přeživší Titaniku pomohla Margaret propagovat její celoživotní cíle. Za dobré občanství, aktivismus, filantropii v Americe jí byl udělen francouzský Řád čestné legie.
V roce 1985 byla uvedena do coloradské ženské síně slávy.